# Dingholz
Dingholz (dänisch: Tingskov) ist ein Streudorf, dessen Gebiet unter den Gemeinden Steinbergkirche, Sterup und Sörup aufgeteilt ist und in diesen jeweils einen Ortsteil bildet.

## Lage
Der Nordteil von Dingholz besteht aus der nach Großquern führenden Straße, die den Namen Quern-Dingholz (Kværn Tingskov) trägt. Quern-Dingholz war früher ein Teil der Gemeinde Quern, welche 2013 in die Gemeinde Steinbergkirche eingegliedert wurde. Aus der Zeit vor der Eingliederung stammt der Zusatz „Quern“. Die Gemeinde Steinbergkirche nennt diesen ihren Ortsteil heutzutage aber ebenfalls offiziell Dingholz, wobei der Straßenname jedoch erhalten blieb. Der Südostteil von Dingholz, mit der dortigen gleichnamigen Straße, gehört zu Sterup und wird daher auch Sterup-Dingholz genannt. Der Südwestteil von Dingholz, mit der gleichnamigen Straße, gehört zu Sörup und wird somit auch Sörup-Dingholz genannt. Durch Dingholz verläuft die Landesstraße 21 von Flensburg nach Kappeln. Direkt südwestlich von Dingholz liegt der kleine Ort Löstrup, der zu Sörup gehört.

## Hintergrund
Beim Ort befand sich der Thingplatz (beziehungsweise Dingplatz) der Nieharde sowie mehrere Gehölze. Der Ortsname verweist darauf. Die erste Erwähnung für die Thingstätte stammt aus dem Jahr 1621. Sie wurde somit als Gerichtsplatz und Richtstätte genutzt. Die letzte Hinrichtung fand 1737 statt. Die weit verstreute Besiedelung liegt hauptsächlich an der Landesstraße 21 (L 21). Bis zum Jahr 1993 befand sich beim Einmündungsbereich der Kreisstraße 100 in die L 21 ein Kaufmannsladen (Lage), dessen Kundschaft aus den umliegenden Dörfern bestand. Am Einmündungsbereich befindet sich heute lediglich Wohnbebauung. Um 2010 besaß Dingholz zusammengerechnet 186 Einwohner (Sterup-Dingholz: 68 Einwohner, Quern-Dingholz: 48 Einwohner, Sörup-Dingholz: 70 Einwohner).

## Sage vom Dingholzer Frauenschuh
Bei Sörup-Dingholz befindet sich an der Kappelner Straße ein merkwürdiger Stein (Lage), in dem sich der Abdruck eines lagen, spitzen Frauenschuhs mit Absatz erkennen lässt. Schlagspuren am Stein verraten, dass offenbar irgendwann der Versuch unternommen wurde, den Stein zu einem Pflasterstein zu verarbeiten. Dieser Plan wurde aber dann offensichtlich doch nicht weiter verfolgt. Offenbar wurde der Stein, während des Ausbaus der Straße um 1870, als Denkmal aufgestellt. Neben dem Stein befindet sich heute eine Bank zum Verweilen. Ein Schild weist auf die Sage hin.
Die wohl um 1845 erstmals aufgezeichnete Sage zu diesem Stein hat den folgenden Inhalt: „Auf dem Gut Roest sollte einst ein Leibeigener eines Vergehens wegen hart bestraft werden. Die Frau des Leibeigenen bat die Herrschaft um das Leben ihres zu Tode verurteilten Mannes. Aber der Herr wollte ihrem Flehen lange nicht nachgeben. Letztendlich aber erklärte der Herr, dass er ihren Mann begnadigen würde, wenn sie noch vor Sonnenuntergang die Hälfte des Weges zwischen Flensburg und Kappeln abmessen und bezeichnen könnte. Die arme Frau machte sich eilig ans Werk, um die unmögliche Aufgabe zu erfüllen. Doch schon bei Dingholz setzte sich die verzweifelte Frau ermüdet auf einen Stein nieder, der dort am Weg lag, um auszuruhen. Dabei geschah etwas seltsames, ihr Schuh sank, während ihrer Rast, tief hinein in den besagten Stein. Als sie sodann wieder aufstehen wollte, saß ihr Schuh in dem Stein fest. Ein Wunder war geschehen, sie erahnte, dass an dieser Stelle die Mitte des Weges sein mußte. Es stimmte und so rettete sie ihrem Mann das Leben.“